# جوآن پنینگتون
جوآن پنینگتون (به انگلیسی: Joan Pennington) (زادهٔ ۱۹۶۰) شناگر اهل ایالات متحده آمریکا است.